# Calanthe sieboldii
Calanthe sieboldii là một loài thực vật có hoa trong họ Lan. Loài này được Decne. ex Regel mô tả khoa học đầu tiên năm 1868.